# Anadoluhisarı
Anadoluhisarı o Anadolu Hisarı (en español: Castillo de Anatolia), conocido históricamente como Güzelce Hisar ("Castillo de Beauteous" ) es una fortaleza medieval ubicada en Estambul, Turquía, en el lado de Anatolia (Asia) del Bósforo. El complejo es la estructura arquitectónica turca más antigua que se conserva en Estambul, y además le da nombre al vecindario que lo rodea en el distrito de la ciudad de Beykoz. 

## Historia
Anadoluhisarı es una fortaleza cuya construcción se realizó entre 1393 y 1394 por orden del sultán otomano Bayezid I, como parte de los preparativos para el asedio en la entonces ciudad bizantina de Constantinopla, mediante el bloqueo naval que tuvo lugar en 1395 bajo órdenes de mismo sultán.
Construida en un área de más 7000 metros, la fortaleza se encuentra en el punto más angosto del Bósforo, donde el estrecho es de unos 660 metros de ancho. El sitio está rodeado por el Göksu (en griego antiguo: Aretòs) al sur, y que fue anteriormente hogar de las ruinas de un templo romano dedicado a Urano. Erigida principalmente como una fortaleza de vigilancia, la ciudadela tiene unos 25 metros de altura, torre principal cuadráticadentro en las paredes de un pentágono irregular, con cinco torres de vigilancia en las esquinas.
Después de que la primera campaña de Bayezid fue interrumpida por la cruzada de Nicópolis, y luego de la batalla de Ankara, un período de agitación de unos 11 años se apoderó de los otomanos, que terminó con el ascenso de Mehmed I al trono. Su nieto, el sultán Mehmed II reforzó la fortaleza con paredes de dos metros de espesor y otras tres torres de vigilancia, añadiendo extensiones adicionales, incluyendo un almacén y cuartos de estar. Como parte de sus planes para lanzar una renovada campaña militar para conquistar Constantinopla, Mehmed II ordenó construir una estructura hermana del Anadoluhisarı cruzando el Bósforo llamada Rumelihisarı, y las dos fortalezas trabajaron en conjunto en 1453 para potenciar todo el tráfico marítimo a lo largo del Bósforo, ayudando así a los otomanos a alcanzar su meta de hacer la ciudad de Constantinopla (más tarde rebautizada como Estambul) la nueva capital del imperio.
Después de la conquista otomana de la ciudad, Anadoluhisarı sirvió como casa de aduanas y prisión militar, y después de varios siglos, cayó en mal estado.

Después de la caída de los otomanos y el establecimiento de la República de Turquía en 1923, el recién creado Ministerio turco de Cultura intentó y en última instancia, restauró en el sitio entre 1991 y 1993. Hoy en día, Anadoluhisarı le brinda una pintoresca apariencia a su espacio en el Bósforo, junto a los hogares yali de madera que definen el barrio, y funcionan como un sitio histórico, aunque no está abierto al público.

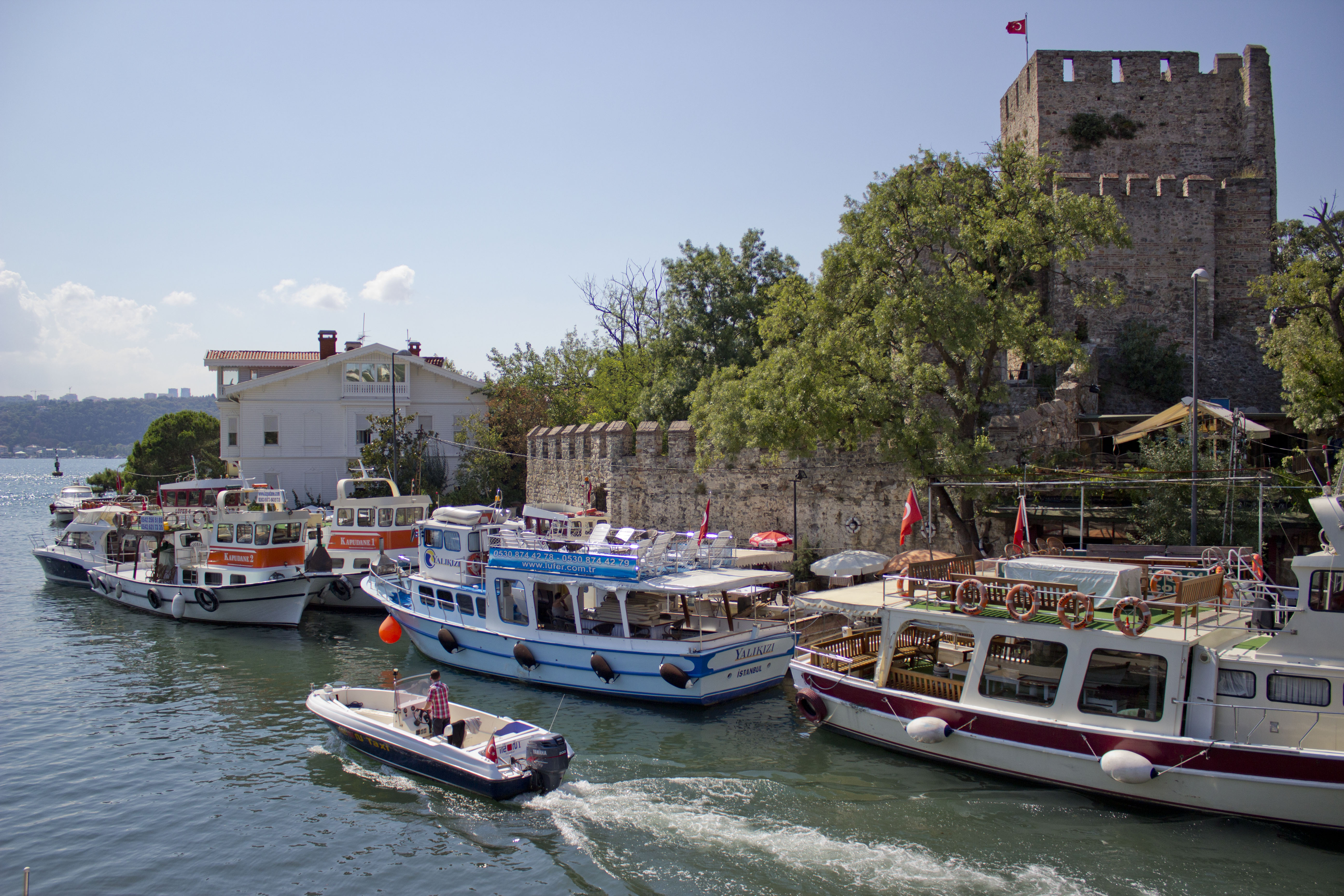
Anadoluhisarı vista desde el muelle local.
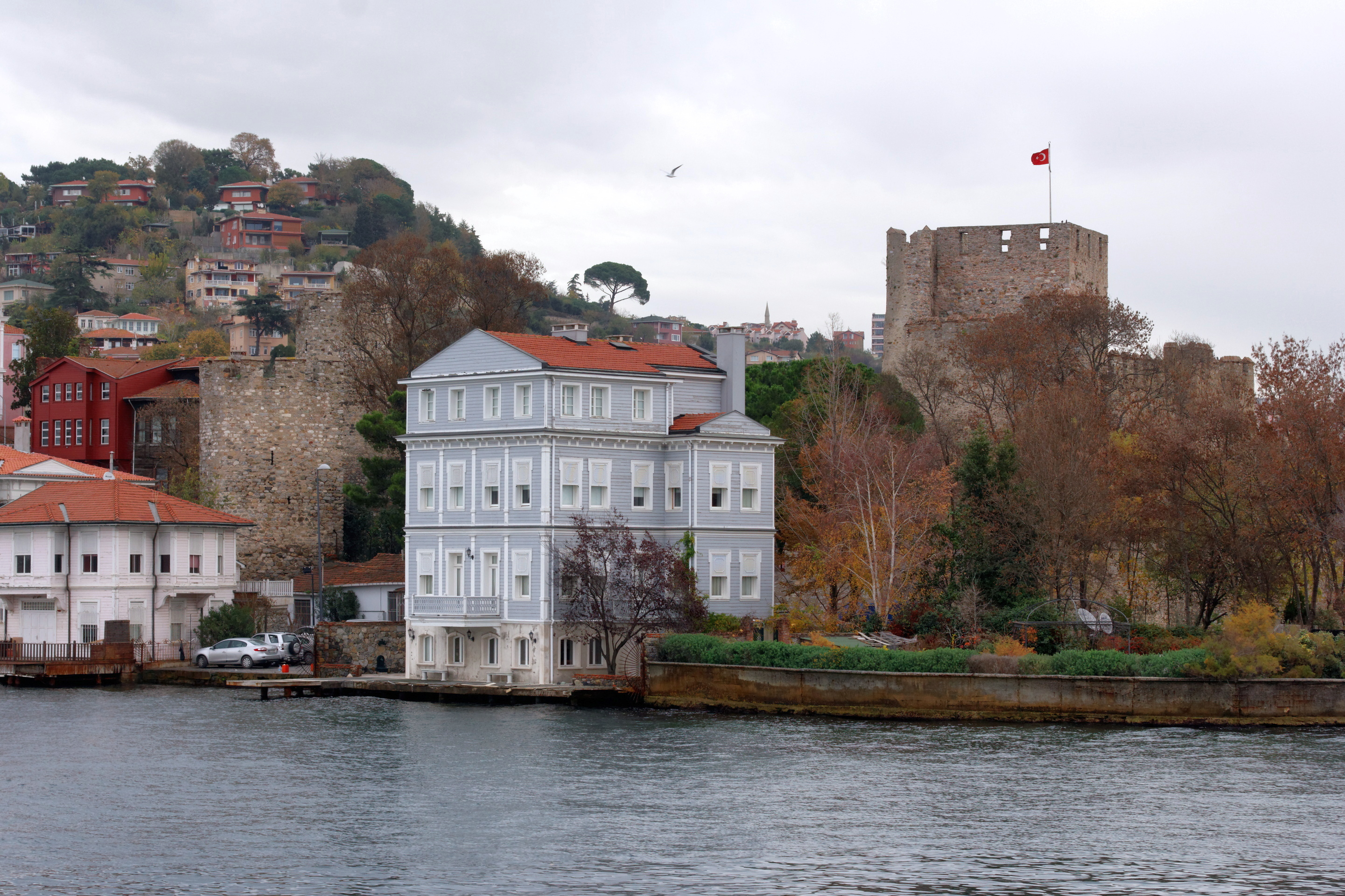
Anadoluhisarı en medio de la tradicional Estambul, junto a la orilla las mansiones conocidas como yali.
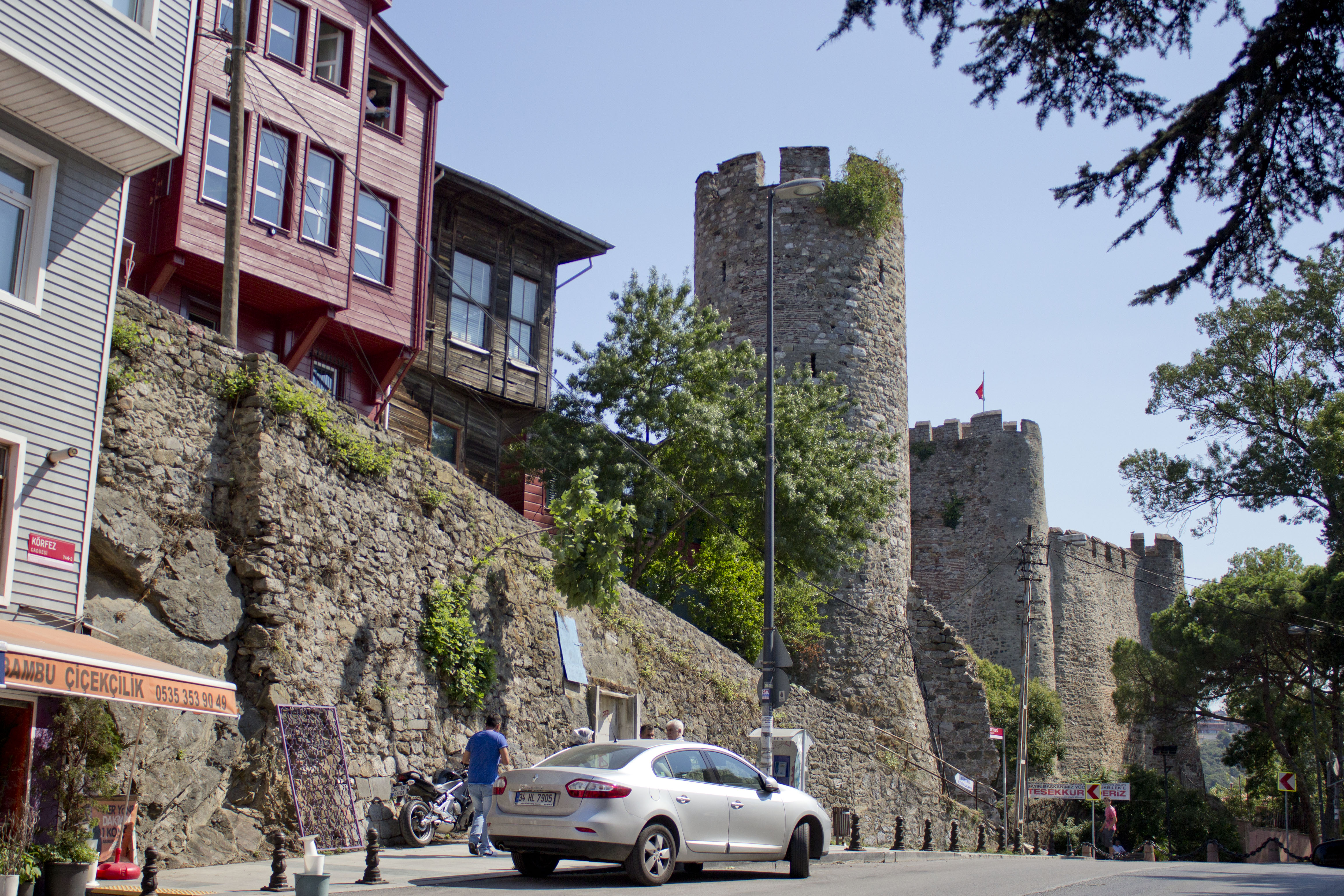
Los locales en la calle, vista del barrio del mismo nombre.
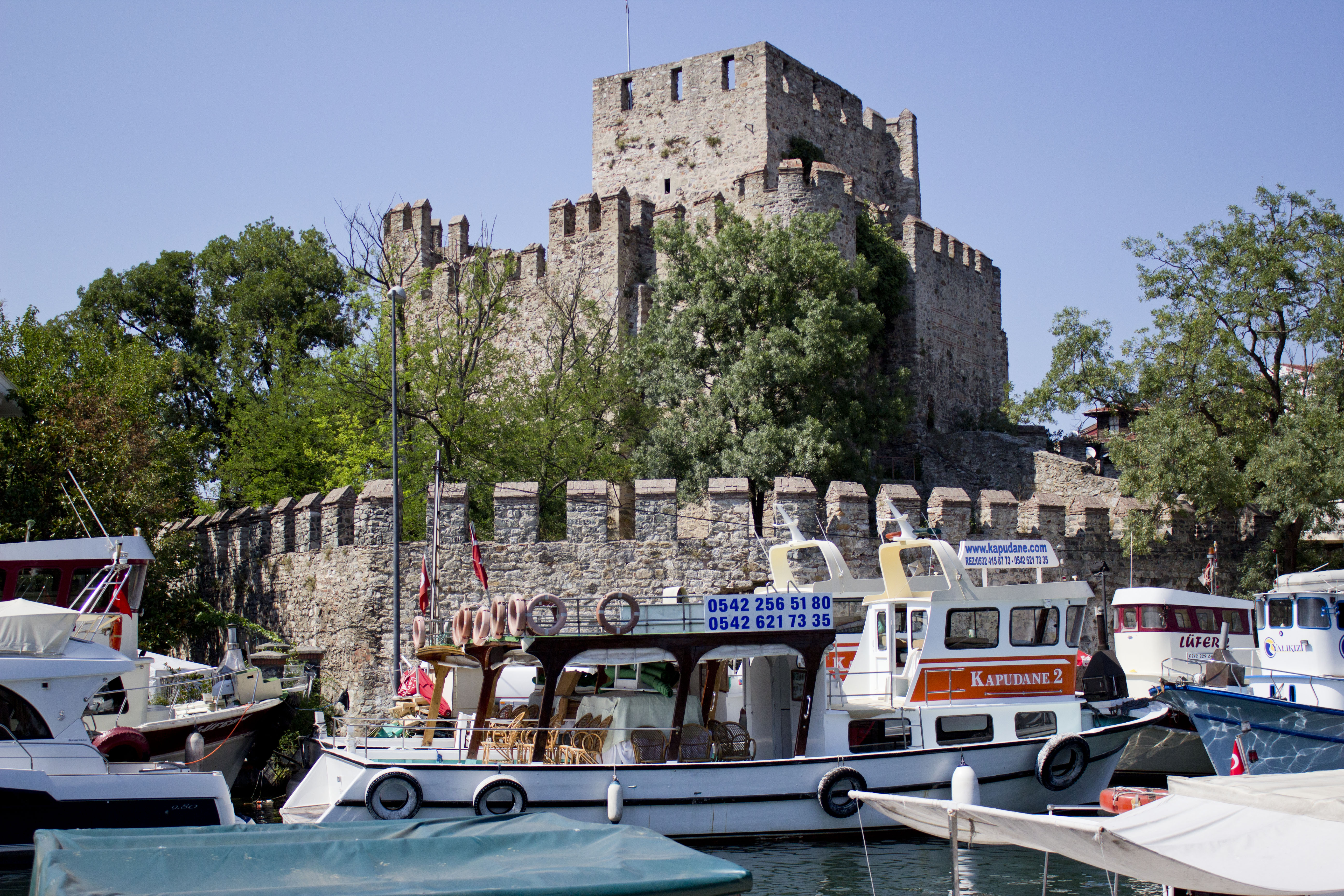
Vista del barrio desde el malecón.
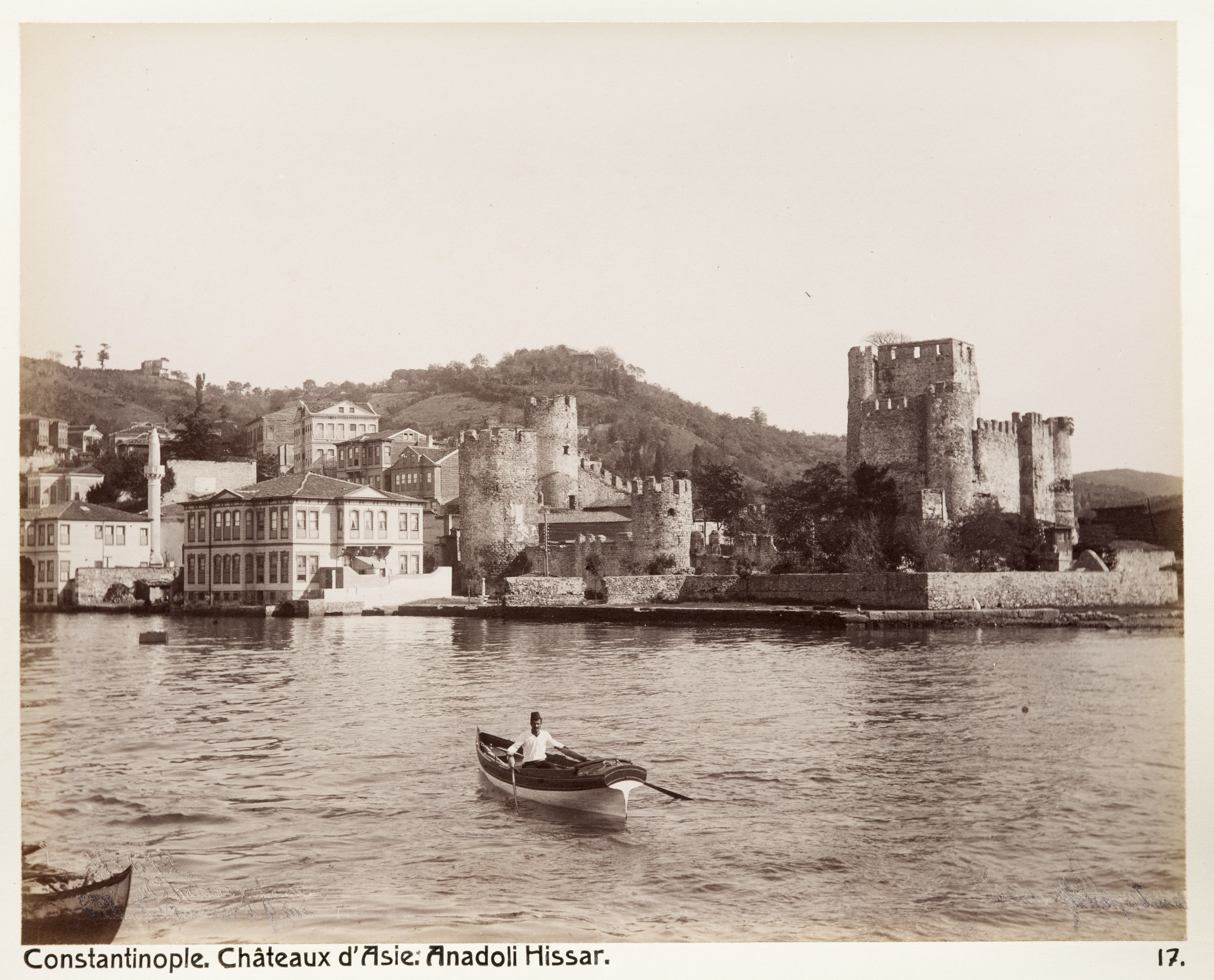
Anadoluhisarı en una postal fechada en 1901.